# Caroline Calvé
Caroline Calvé (* 1. Oktober 1978 in Hull) ist eine ehemalige kanadische Snowboarderin.

## Werdegang
Calvé nahm von 2003 bis 2015 am Snowboard-Weltcup und am Nor Am Cup teil. Dabei gewann sie 2006, 2012 und 2014 die Parallelgesamtwertung. Ihr erstes Weltcuprennen fuhr sie im Dezember 2003 in Whistler, welches sie auf dem 32. Platz im Parallel-Riesenslalom beendete. Im Oktober 2006 erreichte sie in Landgraaf mit dem siebten Rang im Parallelslalom ihre erste Top-Zehn-Platzierung im Weltcup. Bei den Snowboard-Weltmeisterschaften 2007 in Arosa kam sie auf den 29. Platz im Parallel-Riesenslalom und den zehnten Rang im Parallelslalom. Bei den Snowboard-Weltmeisterschaften 2009 in Gangwon belegte sie den 25. Rang im Parallelslalom und den 11. Platz im Parallel-Riesenslalom. Beim letzten Rennen der Saison 2008/09 erreichte sie in Valmalenco mit dem zweiten Platz im Parallel-Riesenslalom ihre erste Podestplatzierung im Weltcup. Bei ihrer ersten Olympiateilnahme 2010 in Vancouver errang sie den 20. Platz im Parallel-Riesenslalom. Den 21. Rang im Parallel-Riesenslalom und den 18. Platz im Parallelslalom belegte sie bei den Snowboard-Weltmeisterschaften 2011 in La Molina. Im Dezember 2011 holte sie in Carezza im Parallel-Riesenslalom ihren ersten Weltcupsieg. Zum Beginn der Saison 2012/13 erreichte sie in Carezza den zweiten Platz im Parallel-Riesenslalom. Es folgten weitere Top-Zehn-Platzierungen. Bei den Snowboard-Weltmeisterschaften 2013 in Stoneham errang sie den 34. Platz im Parallel-Riesenslalom und den 19. Rang im Parallelslalom. Im Februar 2013 gewann sie in Moskau im Parallelslalom. Zwei Wochen später errang sie in Arosa mit dem dritten Platz im Parallel-Riesenslalom erneut eine Podestplatzierung. Die Saison beendete sie auf dem dritten Platz in der Weltcupparallelwertung. Im Dezember 2013 holte sie im Parallelslalom in Carezza ihren dritten Weltcupsieg. Bei den Olympischen Winterspielen 2014 in Sotschi errang sie den 26. Platz im Parallelslalom und den sechsten Rang im Parallel-Riesenslalom. In der Saison 2014/15 kam sie im Weltcup fünfmal unter die ersten Zehn, darunter Platz zwei im Parallel-Riesenslalom in Carezza und erreichte damit den zehnten Platz im Parallelweltcup und den sechsten Rang im Parallel-Riesenslalom-Weltcup. Bei den Snowboard-Weltmeisterschaften 2015 am Kreischberg errang sie den 32. Platz im Parallelslalom und den zehnten Platz im Parallel-Riesenslalom.

## Teilnahmen an Weltmeisterschaften und Olympischen Winterspielen

### Olympische Winterspiele
- 2010 Vancouver: 20. Platz Parallel-Riesenslalom
- 2014 Sotschi: 6. Platz Parallel-Riesenslalom, 26. Platz Parallelslalom

### Snowboard-Weltmeisterschaften
- 2007 Arosa: 10. Platz Parallelslalom, 29. Platz Parallel-Riesenslalom
- 2009 Gangwon: 11. Platz Parallel-Riesenslalom, 25. Platz Parallelslalom
- 2011 La Molina: 18. Platz Parallelslalom, 21. Platz Parallel-Riesenslalom
- 2013 Stoneham: 19. Platz Parallelslalom, 34. Platz Parallel-Riesenslalom
- 2015 Kreischberg: 10. Platz Parallel-Riesenslalom, 32. Platz Parallelslalom

## Platzierungen im Weltcup

### Weltcupsiege im Einzel
| Nr. | Datum             | Ort     | Disziplin             |
| --- | ----------------- | ------- | --------------------- |
| 1.  | 21. Dezember 2011 | Carezza | Parallel-Riesenslalom |
| 2.  | 23. Februar 2013  | Moskau  | Parallelslalom        |
| 3.  | 14. Dezember 2013 | Carezza | Parallelslalom        |

### Weltcup-Gesamtplatzierungen
| Saison  | Gesamt | Gesamt | Parallel | Parallel | Parallel-Riesenslalom | Parallel-Riesenslalom | Parallelslalom | Parallelslalom |
| Saison  | Punkte | Platz  | Punkte   | Platz    | Punkte                | Platz                 | Punkte         | Platz          |
| ------- | ------ | ------ | -------- | -------- | --------------------- | --------------------- | -------------- | -------------- |
| 2003/04 | -      | -      | 26       | 80.      | -                     | -                     | -              | -              |
| 2005/06 | 232    | 123.   | 232      | 47.      | -                     | -                     | -              | -              |
| 2006/07 | 1332   | 42.    | 1332     | 22.      | -                     | -                     | -              | -              |
| 2007/08 | 1018   | 61.    | 1018     | 28.      | -                     | -                     | -              | -              |
| 2008/09 | 1375   | 47.    | 1375     | 21.      | -                     | -                     | -              | -              |
| 2009/10 | 1276   | 44.    | 1276     | 19.      | -                     | -                     | -              | -              |
| 2010/11 | -      | -      | 1740     | 17.      | -                     | -                     | -              | -              |
| 2011/12 | -      | -      | 2516     | 12.      | -                     | -                     | -              | -              |
| 2012/13 | -      | -      | 3370     | 3.       | 2125                  | 5.                    | 1390           | 3.             |
| 2013/14 | -      | -      | 2219     | 7.       | 1000                  | 8.                    | 1219           | 6.             |
| 2014/15 | -      | -      | 2602     | 10.      | 1632                  | 6.                    | 970            | 14.            |